# Barrage de Chihuido I
Le barrage de Chihuido I, en Argentine est un projet de construction d'un complexe hydroélectrique dénommé Aprovechamiento Multipropósito Chihuido I qui se situera en province de Neuquén sur le río Neuquén.
En date du 19 octobre 2010, le gouvernement fédéral argentin a donné son feu vert pour l'édification du barrage,.

## Situation
Le barrage se situera à 5,5 km en aval de la confluence avec le río Agrio et à 155 km au nord-ouest de la ville de Neuquén.
L'endroit choisi se trouve ainsi au centre de la province, sur le cours moyen du río Neuquén, principal affluent du río Limay, en amont du complexe hydroélectrique des Cerros Colorados. Ses coordonnées approximatives sont 38° 24′ de latitude sud, et 69° 40′ de longitude ouest.
Parmi les localités les plus proches du futur complexe se trouvent : Las Lajas au sud-ouest, Zapala au sud, Cutral Có et Plaza Huincul au sud-est, Añelo à l'est, Chos Malal vers le nord-est.

## Le barrage en chiffres
| Longueur totale                                              | 1 035 mètres              |
| Largeur du couronnement                                      | 12 mètres                 |
| Hauteur maximale au-dessus du lit de la rivière (cote 527 m) | 104 mètres                |
| Superficie du lac de retenue                                 | 18 600 hectares (186 km2) |
| Volume du lac de retenue                                     | 5,496 km3                 |
| Volume du barrage                                            | 6 136 000 m3              |
| Capacité maximale du déversoir latéral                       | 11 500 m3/s               |
| Longueur du déversoir                                        | 159 mètres                |
| Nombre de vannes                                             | 8                         |

### La centrale hydroélectrique
| Situation de la salle des machines | côté droit                            |
| Type                               | Extérieur, en aval du pied du barrage |
| Machines                           | 4 turbines Francis d'axe vertical     |
| Puissance                          | 480 mégawatts                         |
| Énergie produite annuellement      | 1,75 milliard de kilowattheures       |

## Avantages escomptés
- Régularisation du río Neuquén
- Contrôle des crues, le complexe des Cerros Colorados avec ses quatre lacs de retenue s'étant avéré insuffisant
- Approvisionnement en eau pour la consommation humaine, l'irrigation et l'usage industriel des localités situées en aval
- Génération d'énergie électrique